# Herre Jesu, vi befalla
Herre Jesu, vi befalla är en psalm av okänd författare från 1700-talet som senare översattes eller bearbetades av Christopher Dahl (1758-1809).
Melodin är en svensk tonsättning från 1697 som enligt Koralbok för Nya psalmer, 1921 också är samma melodi som används till psalmen Vad kan dock min själ förnöja (1819 nr 257, bearbetad till Säll är den som sina händer 1986 nr 244).

## Publicerad som
- Nr 629 i Nya psalmer 1921, tillägget till 1819 års psalmbok under rubriken "Det Kristliga Troslivet: Troslivet i hem och samhälle: Det kristna hemmet: Sjukdom och hälsa: För sjuka".